# Sebastia (Palestina)
Sebastia (em árabe: سبسطية, Sebastiya; em grego:  Σεβαστη, Sebastē em latim: Sebaste) é uma pequena cidade na Palestina, com cerca de 5 000 habitantes, localizada na província de Nablus, na Cisjordânia, cerca de 12 quilômetros a noroeste da cidade de Nablus.
É um dos assentamentos humanos contínuos mais antigos de que se tem conhecimento, tendo sido ocupada sucessivamente nos últimos 10 000 anos pelos canaanitas, israelitas, gregos, romanos, bizantinos e árabes.
É conhecida por conter ruínas romanas, bem como por ter sido o local de enterro de São João Batista. O túmulo do apóstolo em Sebastia é até hoje local de peregrinação para cristãos e muçulmanos.

## História e arqueologia
Em Sebastia estão diversos locais de importância arqueológica. A antiga Sebaste na Samaria está localizado logo acima da área habitada da vila moderna, no declive oriental das montanhas vizinhas. As ruínas dominam a região à beira dos montes e compreendem os restos de pelo menos seis culturas que ocuparam o local sucessivamente nos últimos 10 000 anos: os canaanitas, os israelitas, os helenos, os herodianos, os romanos e os bizantinos.
A cidade foi destruída por Alexandre, o Grande, em 331 a.C., e foi novamente arrasada por João Hircano em 108 a.C.. Pompeu reconstruiu a cidade em 63 a.C. e, em 27 a.C., Augusto a deu para Herodes, o Grande. O novo dono expandiu e renovou a cidade, rebatizando-a de "Sebaste" (que significa "Augusto"), em homenagem ao imperador romano. Herodes também fez com que seus dois filhos, Alexandre e Aristóbulo, fossem levados para Sebaste e estrangulados em 7 a.C. após um julgamento em Berito (com a permissão de César).
Sebastia também é mencionada nas obras de Iacute de Hama (1179–1229), um geógrafo sírio que a situou como parte da província filistina de Jerusalém, localizada a dois dias de viagem da cidade, no distrito de Nablus. Ele também escreveu "Estão ali as tumbas de Zacarias (Zacarias) e Iáia, o filho de Zacarias (João Batista), e a de muitos profetas e homens-santos".
Na moderna Sebastia, a principal mesquita da vila, conhecida como Mesquita de Nabi Iáia, está localizada sobre os restos da catedral cruzada, à beira da praça principal. Estão ali também tumbas reais do Império Romano e uns poucos edifícios medievais, ao passo que existem lá diversos outros prédios da época do Império Otomano, preservados em bom estado de conservação.